# Площадь Донецкой Народной Республики
Площадь Донецкой Народной Республики — площадь в Москве, расположенная в Пресненском районе Центрального административного округа, находящаяся между Большим Девятинским и Малым Конюшковским переулками возле посольства США.
Депутаты Мосгордумы предложили переименовать территорию возле посольства США в Москве в 2022 году вскоре после начала полномасштабного российского вторжения на Украину, предложив название "Площадь защитников Донбасса". Позже на интернет-голосовании появилось название "Площадь ДНР". 22 июня 2022 года территория была названа "Площадь Донецкой Народной Республики".
В 2022 году вскоре после начала полномасштабного российского вторжения в Украину ряд европейских муниципалитетов в знак солидарности переименовали улицы, на которых расположены российские посольства, в честь Украины.

## История
В середине мая 2022 года, вскоре после начала полномасштабного российского вторжения в Украину, группа депутатов Московской городской думы предложила назвать безымянную территорию перед посольством США в «Площадь Защитников Донбасса». 
В посольстве США заявили, что «удивлены, но не оскорблены предложением правительства РФ переименовать часть центра Москвы возле посольства США в „площадь Защитников Донбасса“ — предположительно, в честь украинских солдат, мужественно защищающих свою родину от кремлёвской агрессии. Страна должна знать своих героев».
Московские власти объявили голосование о выборе названия площади, проходившее с 30 мая по 8 июня 2022 года на портале «Активный гражданин». В нём приняли участие 278 684 человека, из них 45 % проголосовали за вариант «площадь Донецкой Народной Республики», 32 % — за «площадь Защитников Донбасса», 8 % — за «площадь Героя России Жоги Владимира Артёмовича», а 15 % выбрали оставить решение о наименовании на усмотрение специалистов. 22 июня мэр Москвы Сергей Собянин по итогам голосования объявил о присвоении названия территории «Площадь Донецкой Народной Республики».
В голосовании отмечалось, что при выборе названия в честь ДНР в Москве также появится улица или площадь в честь самопровозглашённой Луганской Народной Республики. По итогам другого голосования площадь Луганской Народной Республики была создана на территории около посольства Великобритании. Другими вариантами были территории около консульства Германии и между посольствами Литвы и Бельгии.
По данным издания «Медиазона», московских работников сферы ЖКХ обязывали голосовать за победивший в итоге вариант.
Вследствие переименования адрес посольства США был сменён с «Большой Девятинский переулок, 8, строения 1-9» на «площадь ДНР, дом 1, строения 1-9». Посольство США удалило адрес со своего сайта, заменив его на географические координаты.
Летом 2022 года началось благоустройство Конюшковской улицы и новой площади. Для оформления ограждений на время ремонта был использован шрифт KTF Jermilov — шрифт кампании в поддержку Украины, разработанный киевскими дизайнерами Олесем Гергуном и Евгением Анфаловым.
30 сентября 2022 года московские власти сообщили о завершении благоустройства площади. Были убраны под землю воздушные кабельные линии, оборудованы дополнительные дождеприёмные колодцы, установлены 12 новых фонарей со светодиодными светильниками. Около 4 тысяч м² дорожек было замощено гранитной плиткой, обустроен газон площадью 2,7 тысяч м², устроены цветники, а вокруг деревьев сделаны обрамления. Была предусмотрена площадка для будущего памятника «защитникам Донбасса».